# Rouhia
Rouhia (àrab: الروحية, ar-Rūḥiyya) és una ciutat de Tunísia al sud de la governació de Siliana, situada uns 55 km al sud-oest de Siliana. La ciutat té uns 5.000 habitants i és capçalera d'una delegació (que forma la part sud de la governació) amb 29.850 habitants al cens del 2004. La ciutat es troba flanquejada a l'est pel Djebel Barbrou i a l'oest pel Djebel El Ouest.

## Economia
L'economia de la regió és agrícola amb predomini dels cereals i llegums.

## Administració
És el centre de la delegació o mutamadiyya homònima, amb codi geogràfic 24 58 (ISO 3166-2:TN-12), dividida en deu sectors o imades:
- El Hababsa Nord (24 58 51)
- El Hababsa Sud (24 58 52)
- El Jamilet (24 58 53)
- Es-Semiret Nord (24 58 54)
- Es-Semirat Sud (24 58 55)
- El Messahla (24 58 56)
- El Haria (24 58 57)
- Er-Rouhia (24 58 58)
- El Hamaïma (24 58 59)
- Bou-Ajila (24 58 60)

Al mateix temps, forma una municipalitat o baladiyya (codi geogràfic 24 17).